# Strażnica WOP Ludwików
Strażnica WOP Ludwików – podstawowy pododdział graniczny Wojsk Ochrony Pogranicza.

## Formowanie i zmiany organizacyjne
Strażnica została sformowana w 1945 w strukturze 50 komendy odcinka jako 230 strażnica WOP (Leuthen) o stanie 56 żołnierzy. Kierownictwo strażnicy stanowili: komendant strażnicy, zastępca komendanta do spraw polityczno-wychowawczych i zastępca do spraw zwiadu. Strażnica składała się z dwóch drużyn strzeleckich, drużyny fizylierów, drużyny łączności i gospodarczej. Etat przewidywał także instruktora do tresury psów służbowych oraz instruktora sanitarnego. Strażnica wystawiła placówkę w Stroniu.
Od 15 marca 1954 wprowadzono nową numerację strażnic, a strażnica WOP Ludwików otrzymała nr 239. 
W 1956 rozpoczęto numerowanie strażnic na poziomie brygady. Strażnica II kategorii Ludwików była 3. w 5 Brygadzie Wojsk Ochrony Pogranicza. 
W 1960, po kolejnej zmianie numeracji, strażnica posiadała numer 24 i zakwalifikowana była do kategorii IV w 5 Sudeckiej Brygadzie WOP . W 1964 strażnica WOP nr 22 Ludwików uzyskała status strażnicy lądowej i zaliczona została do IV kategorii.
W 1965 rozwiązano strażnicę, a na jej bazie sformowano placówkę WOP Boboszów kategorii I o stanie 8 żołnierzy.

## Ochrona granicy
Strażnice sąsiednie:
229 strażnica WOP Reichenstein ⇔ 231 strażnica WOP Neucorsdorf – 1946

## Dowódcy strażnicy
- ppor. Franciszek Kogut (?–1952)
- ppor. Ireneusz Szymański (1952–?)